# Chiasmoneura flavicoxa
Chiasmoneura flavicoxa är en tvåvingeart som beskrevs av Loïc Matile 1973. Chiasmoneura flavicoxa ingår i släktet Chiasmoneura och familjen platthornsmyggor.
Artens utbredningsområde är Uganda. Inga underarter finns listade i Catalogue of Life.